# Yuzuru Fujimoto
Yuzuru Fujimoto, född 24 september 1935 i Tokyo, död 10 juni 2019, var en japansk röstskådespelare som bland annat har medverkat i Piff och Puff - Räddningspatrullen, Kurage, den hariga hunden och i flera andra TV-serier och filmer. Han har även gjort röster i några TV-spel.